# Contea di Wharton
La contea di Wharton in inglese Wharton County è una contea dello Stato del Texas, negli Stati Uniti. La popolazione al censimento del 2010 era di 41 280 abitanti. Il capoluogo di contea è Wharton. La contea prende il nome dai fratelli William Harris e John Austin Wharton.

## Geografia
| Anno | Popolazione | ±%     |
| ---- | ----------- | ------ |
| 1850 | 1,752       | Note:  |
| 1860 | 3,380       | 92.9%  |
| 1870 | 3,426       | 1.4%   |
| 1880 | 4,459       | 30.2%  |
| 1890 | 7,584       | 70.1%  |
| 1900 | 16,942      | 123.4% |
| 1910 | 21,123      | 24.7%  |
| 1920 | 24,288      | 15.0%  |
| 1930 | 29,681      | 22.2%  |
| 1940 | 36,158      | 21.8%  |
| 1950 | 36,077      | −0.2%  |
| 1960 | 38,152      | 5.8%   |
| 1970 | 36,729      | −3.7%  |
| 1980 | 40,242      | 9.6%   |
| 1990 | 39,955      | −0.7%  |
| 2000 | 41,188      | 3.1%   |
| 2010 | 41,280      | 0.2%   |

Secondo l'Ufficio del censimento degli Stati Uniti d'America la contea ha un'area totale di 1094 miglia quadrate (2830 km²), di cui 1086 miglia quadrate (2810 km²) sono terra, mentre 8,2 miglia quadrate (21 km², corrispondenti allo 0,8% del territorio) sono costituiti dall'acqua. La contea è situata a 130 miglia (210 km) a sud-est di Austin.

### Strade principali
- U.S. Highway 59
- Interstate 69 (in costruzione)
- U.S. Highway 90 Alternate
- State Highway 60
- State Highway 71
- Farm to Market Road 102
- Farm to Market Road 442
- Farm to Market Road 1160
- Farm to Market Road 1300

### Contee adiacenti
- Austin County (nord)
- Fort Bend County (nord-est)
- Brazoria County (est)
- Matagorda County (sud-est)
- Jackson County (sud-ovest)
- Colorado County (nord-ovest)